# Urnäsch
Urnäsch est une commune suisse du canton d'Appenzell Rhodes-Extérieures.

## Géographie

Vue aérienne de 200 m par Walter Mittelholzer (1922)

La commune d'Urnäsch s'étend sur 48,31 km2, ce qui en fait la plus grande commune du canton.
Situé sur la rive gauche de la rivière homonymie, Urnäsch comprend les localités de Grünau et Schönau. Elle est limitrophe de Hundwil, Schönengrund, Schwellbrunn et Waldstatt, et de Hemberg et Nesslau dans le canton de Saint-Gall.

## Histoire
Le hameau de Färchen (Farrichun) est mentionné en 831 et la rivière, « Urnasca », au IXe siècle. Dans un premier temps, Urnäsch forme avec Hérisau une circonscription administrative de la seigneurie abbatiale de Saint-Gall, puis devient, au XIVe siècle, une rhode du bailliage de Hundwil et relève, avec celui-ci, de l'avouerie impériale de Saint-Gall. Une certaine autonomie communale est attestée dès le XIVe siècle. Reçu comme « petit pays » (« lendlyn ») dans la Ligue des villes souabes en 1377, Urnäsch s'allie avec la ville de Saint-Gall en 1401 ; à cette occasion, n'ayant pas encore de sceau, il utilise celui de Hundwil, et, comme celui-ci, joue un rôle central dans les guerres d'Appenzell (1401-1429). Relevant d'abord de la paroisse de Hérisau, les habitants d'Urnäsch obtinnent, après l'édification de l'église Saint-Antoine en 1414, leur autonomie paroissiale et politique en 1417. Un noyau villageois se développe autour de l'église, dans la zone d'habitat dispersé.
À la suite du partage des alpages communs en 1480, Urnäsch et Hundwil délimitent leurs frontières. Après la scission du canton en 1597, Urnäsch fait partie d'Appenzell Rhodes-Extérieures, dont il est la première des six rhodes, et accueille régulièrement les séances du Petit Conseil. Dès le XVIIIe siècle, le centre du village et le quartier de Tal se développent le long de la route Waldstatt-Schwägalp et finissent par ne former qu'une seule localité.

## Population et société

### Démographie
Urnäsch compte 2 300 habitants au 31 décembre 2022 pour une densité de population de 48 hab/km2. Sur la période 2010-2019, sa population est restée stable (canton : 4,6 % ; Suisse : 9,4 %).  

### Religions
En 1525, Urnäsch adopte la Réforme. L'église, détruite dans l'incendie du village en 1641, est reconstruite, puis rénovée entre 1866 et 1868. La paroisse catholique d'Urnäsch-Hundwil-Waldstatt (église dans le hameau de Zürchersmühle) est fondée en 1911.

## Économie

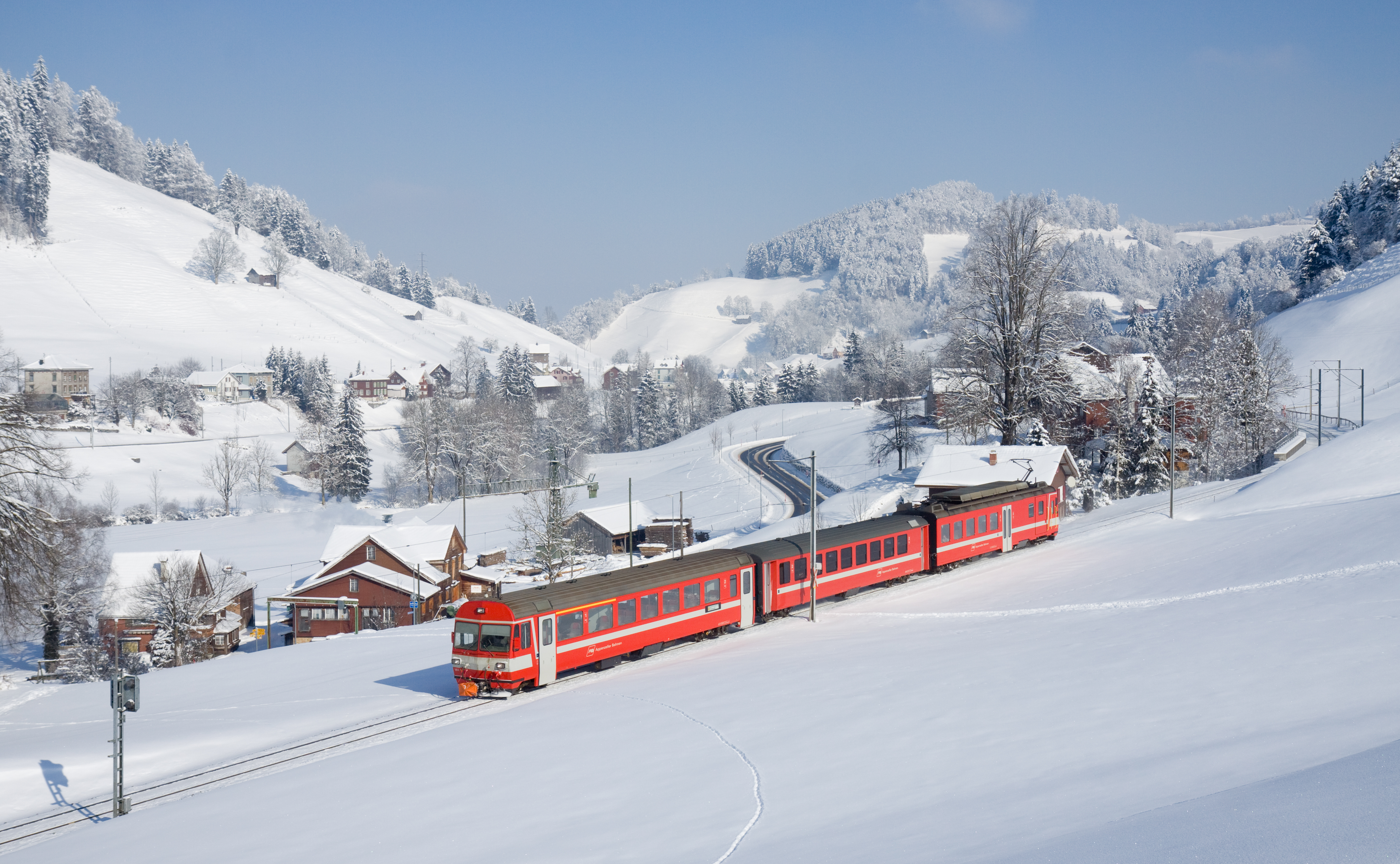
Un train de la compagnie Appenzeller Bahnen traversant la commune.

L'économie alpestre, l'élevage et l'exploitation forestière jouent de tout temps un rôle primordial. Jusqu'en 1900 environ, l'exportation de bois et de charbon de bois est très importante. En dépit de réglementations protégeant les forêts communales — la première datant de 1533 —, l'abattage augmente massivement dès 1820, d'abord pour la production du charbon de bois, puis pour celle du papier (9 scieries en 1826). En 1901, les forêts subsistantes sont déclarées forêts de protection par le gouvernement cantonal. Urnäsch compte aussi un moulin à poudre (XVIIe siècle), une briqueterie (1801-1867) et une salpêtrière (jusqu'au début du XIXe siècle). Une foire annuelle se tient dès 1592, à laquelle viennent s'ajouter deux autres dès 1726. La production de toile de lin est attestée en 1515 déjà, la culture du lin, en 1604. L'industrie du tissage (672 tisserands en 1826) et plus encore celle de la broderie, en plein essor dans le dernier tiers du XIXe siècle, marquent l'économie locale. De cette époque date la création de plusieurs fabriques. La crise de l'entre-deux-guerres frappe essentiellement le secteur du travail à domicile, tandis que la plupart des fabriques réussissent à se diversifier. L'industrie du textile demeurre la principale ressource après 1945 et ne s'effondre partiellement que dans les années 1980. Une fabrique de tapis est fondée en 1965, une filature en 1978. La gare sur la ligne ferroviaire Hérisau-Appenzell date de 1875.
Dès la seconde moitié du XIXe siècle, le tourisme se développe, Urnäsch constituant, du fait de sa situation géographique, un point de départ pour les excursions à la Schwägalp et au Säntis (téléphérique du Säntis en 1935, téléski et tremplin de saut en 1944). En 2008 un village de vacances de la Caisse suisse de voyage ouvre avec environ 300 lits. Même si nombre de ses habitants sont des navetteurs travaillant dans la région de Hérisau, Gossau et Saint-Gall, Urnäsch offre encore de nombreux emplois au début du XXIe siècle (957 en 2005). Les branches les plus importantes sont alors l'industrie textile, l'imprimerie, l'industrie laitière et l'élevage (ouverture d'une fromagerie en 2009, premier projet de développement régional en Suisse) et, de manière générale, les arts et les métiers. Urnäsch compte une variété de traditions populaires, tels les masques de la Saint-Sylvestre (Silvesterkläusen), les bals d'armaillis, les fêtes alpestres. Le Musée des arts et traditions populaires en Appenzell ouvre ses portes en 1976. Urnäsch figure à l'inventaire des sites construits d'importance nationale.